# 유럽 고속도로 251호선
유럽 고속도로 251호선(European route E251)은 독일의 자스니츠에서 베를린까지 이르는 총 연장 281km인 유럽 고속도로 노선이다. 주요 경유 국가는 독일이 유일하며, 경유하고 있는 도시로는 자스니츠, 슈트랄준트, 노이브란덴부르크, 베를린 등이 있다.